# Distretto di Kamalasai
Il distretto di Kamalasai (in thailandese: กมลาไสย) è un distretto (amphoe) della Thailandia, situato nella provincia di Kalasin.